# Matkroksmossens naturreservat
Matkroksmossen är ett naturreservat i Hasslövs socken i Laholms kommun i Halland.
Det är ett 83 hektar stort reservat på Hallandsåsen söder om Hasslöv just vid gränsen till Skåne. Det är skyddat sedan 2009 och består mest av myrkomplex, sumpskog, bokskog samt planterad gran.

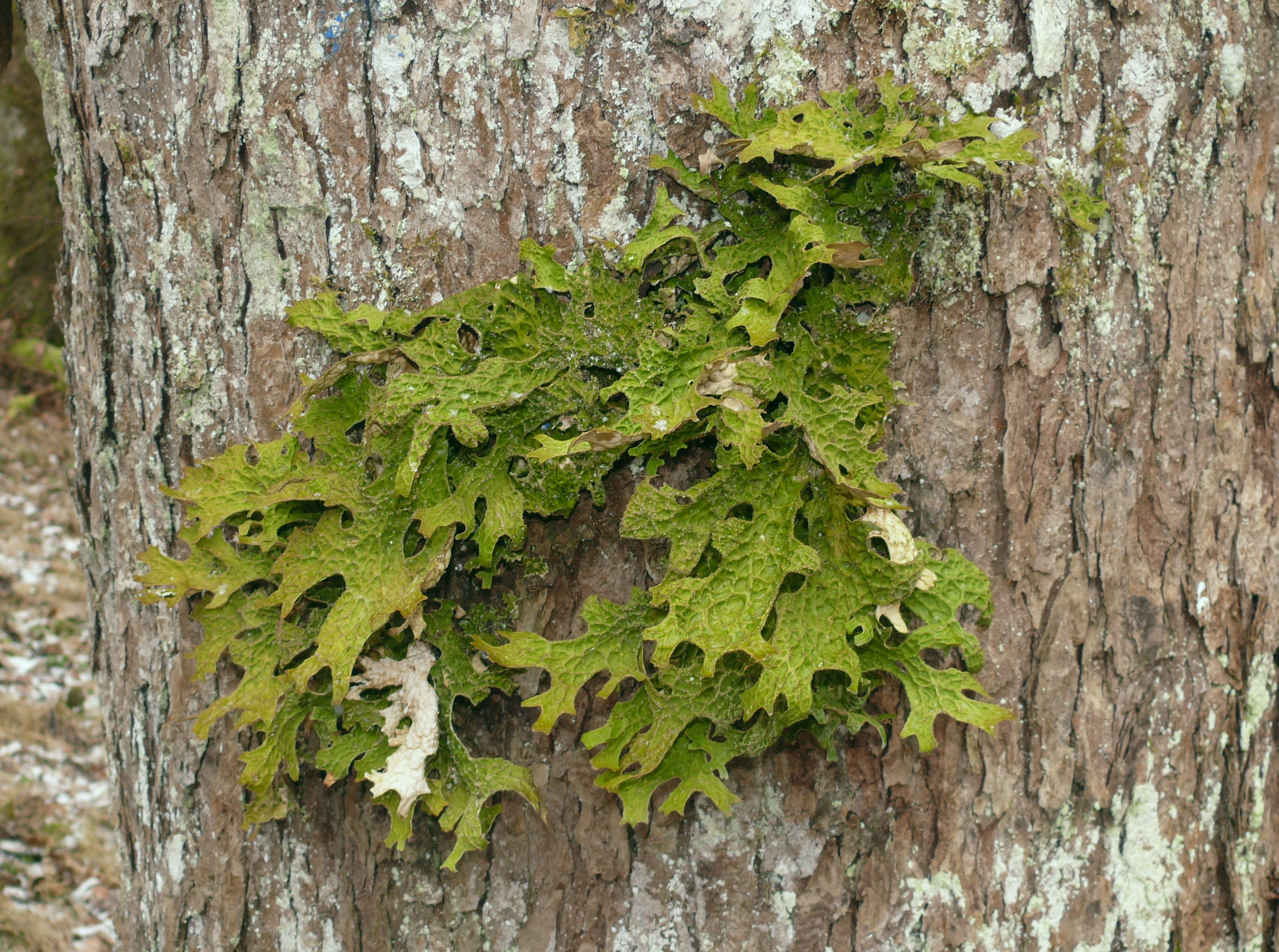
Lunglav (Lobaria pulmonaria)

I den äldre bokskogen finns värdefulla miljöer för många lavar, mossor, svampar och andra organismer som behöver gammal skog och död ved. I området är elva rödlistade arter rapporterade. Här finns orangepudrad klotterlav, bokkantlav, bokvårtlav, rosa lundlav och storflikig lunglav.